# Marie Thérèse Fasce
Marie-Jeanne Fasce, en religion mère Marie Thérèse Fasce (Maria Teresa Fasce) est une religieuse italienne, bienheureuse, née en 1881, morte en 1947. Abbesse dans l'ordre de Saint-Augustin, elle est attentive aux démunis, aux orphelins, aux malades. Elle cache aussi des résistants. Elle est béatifiée par le pape Jean-Paul II en 1997. Elle est commémorée le 18 janvier selon le Martyrologe romain et le 12 octobre (jour de sa béatification) par l'ordre de Saint-Augustin.

## Biographie
Marie Jeanne Fasce est née le 27 juin 1881 à Torriglia, commune rurale italienne en Ligurie. Elle grandit dans une famille aisée et d'un christianisme fervent.
Elle entre en 1906, à 24 ans, dans l'ordre de Saint-Augustin, au monastère de Sainte-Rita, à Cascia, et prend le nom de sœur Marie Thérèse. Elle y prononce ses vœux définitifs en 1912, puis est maîtresse des novices. Elle est élue abbesse en 1920, et réélue jusqu'à sa mort.
Très humble et attentionnée, mère Marie Thérèse s'occupe beaucoup des plus pauvres, des abandonnés, des malades, des orphelins,.